# Ernst Udet
Ernst Udet, nemški pilot, letalski as prve svetovne vojne in general Luftwaffe, * 26. april 1896, Frankfurt na Majni, † 17. november 1941, Berlin.
Ernst Udet je bil drugi najuspešnejši nemški letalski as prve svetovne vojne, saj je v njej dosegel 62 zračnih zmag. Po vojni je zaslovel s svojimi nastopi na letalskih prireditvah in v filmih, snemal je tudi s Leni Riefenstahl, preizkusil pa se je tudi kot izdelovalec letal. V Luftwaffe se je priključil pozno, šele po vztrajnih prošnjah Göringa, in se v njej izkazal s številnimi novostmi, ki jih je na Udetovo prepričevanje uvedla in kasneje v vojni uspešno uporabljala. Po daljši depresiji je storil samomor.

## Življenjepis

### Napredovanja
- Gefreiter der Reserve (21. september 1915)
- Unteroffizier der Reserve (28. november 1915)
- Vizefeldwebel der Reserve (13. marec 1916)
- Offiziers-Stellvertreter (5. november 1916)
- rezervni poročnik (22. januar 1917)
- rezervni nadporočnik (14. september 1918)
- stotnik (?)
- major (?)
- podpolkovnik (1. junij 1934)
- polkovnik (1. junij 1935)
- generalmajor (1. april 1937)
- generalporočnik (1. november 1938)
- general letalcev (1. april 1940)
- generalpolkovnik (19. julij 1940)

### Odlikovanja
- viteški križ železnega križa (4. julij 1940)
- 1914 železni križec I. razreda (20. marec 1916)
- 1914 železni križec II. razreda (24. september 1915)
- Pour le Mérite (9. april 1918)
- RK des Kgl. Preuss. Hausordens von Hohenzollern mit Schwertern (13. november 1917)
- Prussian Aero Club Badge
- Kgl. Preuss. Flugzeugführer-Abzeichen
- Ehrenbecher für dem Sieger im Luftkampf (17. avgust 1916)
- Kgl. Württembg. Verdienstkreuz mit Schwertern (4. november 1916)
- Lübeckisches Hanseatenkreuz (24. avgust 1918)
- Hamburgisches Hanseatenkreuz (17. september 1918)
- Verwundetenabzeichen, 1918 in Silber
- Ehrenkreuz für Frontkämpfer
- Wehrmacht-Dienstauszeichnung IV. Klasse
- Gemeinsames Flugzeugführer- und Beobachterabzeichen in Gold mit Brillanten
- Spange zum EK I
- Spange zum EK II
- Grossoffizierkreuz des Kgl. Bulgar. Militär-Verdienstorden mit Schwertern